# Мар'янчук Анастасія Борисівна
Анастасі́я Бори́сівна Мар'янчу́к (нар. 3 листопада 2002, Київ, Україна — 18 березня 2024, Часів Яр, Донецька область, Україна) — українська студентка-японістка, військовослужбовиця, учасниця російсько-української війни.

## Життєпис
Народилася 3 листопада 2002 року в Києві на Троєщині. У 2020 році вступила до Київського національного університету імені Тараса Шевченка, де вивчала японську мову і літературу у Навчально-науковому інституті філології .
З 12 років була вихованцем національно-патріотичного табору «Азовець», де вперше засвоїла основи парамедицини. У 16 років долучилась до руху «Права молодь», де брала активну участь в акціях проти незаконних забудов Києва та збереження парків. Займалася волонтерською діяльністю у військовому шпиталі міста Ірпінь, на київському вокзалі на пункті для військовослужбовців та на різних військово-патріотичних заходах.
З початком повномасштабного вторгнення Росії в Україну взяла академічну відпустку і встала на захист України у складі 13-ї резервної сотні Добровольчого українського корпусу «Правий сектор», згодом переформований у 67-му окрему механізовану бригаду у складі Збройних сил України, де стала медиком 1-го стрілецького батальйону.
Була поранена і отримала контузію від пострілу танка у боях під Бахмутом, лікувалася, а після перерви повернулася до війська. Загинула в населеному пункті Часів Яр від отриманих поранень під час артилерійського обстрілу евакуюючи поранених.
Прощання з Анастасією Мар'янчук відбулося в Києві у Михайлівському соборі. Окрім побратимів, на прощання прийшли однокурсники четвертого курсу японської філології Київського національного університету. Похована на Лісовому кладовищі в Києві.

## Нагороди
- Орден «За мужність» ІІІ ступеня (7 березня 2024[12]);
- Нагрудний знак «За зразкову службу»[13];
- Нагрудний знак «За збережене життя»[13];
- Нагрудний знак «Честь і Слава» (2024[13]);
- Орден «Народний Герой України»(посмертно; 1 липня 2024[13]);
- Нагрудний знак «За сприяння обороні Києва» (посмертно; 26 серпня 2024[13]).